# Thomas Pfeiffer (Sozialwissenschaftler)
Thomas Pfeiffer (* 1970) ist ein deutscher Journalist und Politikwissenschaftler.

## Leben
Pfeiffer studierte zunächst 1990 Politische Wissenschaft an der Rheinischen Friedrich-Wilhelms-Universität Bonn, anschließend von 1990 bis 1996 Journalistik (Diplom) am Institut für Journalistik der Universität Dortmund und von 1994 bis 2007 an der School of Communications der Dublin City University. Anfang 2001 wurde er bei Wilhelm Bleek mit der Dissertation Medien einer neuen sozialen Bewegung von rechts an der Fakultät für Sozialwissenschaft der Ruhr-Universität Bochum zum Dr. rer. soc. promoviert, wo er seitdem auch als Dozent am Lehrstuhl von Britta Rehder arbeitet.
Pfeiffer arbeitete 1990 bei der Lokalredaktion der Westfälischen Rundschau. Danach war er als Praktikant bei der Agence France Presse in Bonn, bei den Vereinten Nationen in New York und bei Radio Berlin 88,8 tätig. Er absolvierte von 1992 bis 1993 ein Volontariat bei der Leipziger Volkszeitung.
Seit 2002 ist er wissenschaftlicher Mitarbeiter der Abteilung Verfassungsschutz des Innenministeriums NRW.

## Forschung
Schwerpunkt seiner Tätigkeit ist Rechtsextremismusforschung, insbesondere die Neue Rechte sowie Rechtsextremismus im Internet und in der Musik.  2003 organisierte er die Fachtagung des Verfassungsschutzes NRW zum Thema Die neue Rechte – eine Gefahr für die Demokratie? und gab zusammen mit Wolfgang Gessenharter 2004 die Dokumentation der Tagung als Buch heraus.

## Veröffentlichungen (Auswahl)
- „Schumi, du Regengott“: Themeninszenierung in Tageszeitungen, in: Willems, Herbert und Jurga, Martin (Hrsg.): Inszenierungsgesellschaft. Ein einführendes Handbuch, Opladen/Wiesbaden 1998, S. 489–505 (mit Günther Rager und Ricarda Hartwich-Reick)
- „Jedes Abo eine konservative Revolution“. Die „Junge Freiheit“ in der Krise, in: Die Neue Gesellschaft/Frankfurter Hefte, 46. Jg. (1999), H. 8, S. 731–735
- Bornierte Bits ‘n’ Bytes. Thule-Netz will „Gegenöffentlichkeit“ der Rechtsextremisten schaffen, in: Büttner, Manfred (Hrsg.): Braune Saat in jungen Köpfen. Grundwissen und Konzepte für Unterricht und Erziehung gegen Neonazismus und Rechtsgewalt, Hohengehren 1999, S. 124–142
- Deutsch und national. Zur symbolischen Integration einer neuen sozialen Bewegung von rechts, in: Forschungsjournal Neue Soziale Bewegungen, 14. Jg. (2001), H. 3, S. 111–115
- Für Volk und Vaterland. Das Mediennetz der Rechten – Presse, Musik, Internet, Berlin 2002
- „Das Internet ist billig, schnell und sauber. Wir lieben es“. Rechtsextremisten entdecken den Computer, in: Bundeszentrale für politische Bildung (Hrsg.): Rechtsextremismus im Internet. Recherchen, Analysen, pädagogische Modelle zur Auseinandersetzung mit dem Rechtsextremismus, Bonn 2002 (CD-ROM)
- Vom Aufstand der anständigen Presse. Rechtsextremismus-Berichterstattung in deutschen Tageszeitungen, in: Butterwegge, Christoph u. a.: Themen der Rechten – Themen der Mitte. Zuwanderung, demografischer Wandel und Nationalbewusstsein, Opladen 2002 (mit Kerstin Jansen, Tim Stegmann und Sandra Tepper), S. 267–288
- „Hurra, hurra, ein Nigger brennt“. Funktion und Bedeutung der Musik für den Rechtsextremismus in Deutschland, in: Bendikowski, Tillmann u. a. (Hrsg.): Die Macht der Töne. Musik als Mittel politischer Identitätsstiftung im 20. Jahrhundert, Münster 2003, S. 194–217
- Virtuelles Schmitteinander. Die Neue Rechte im Internet, in: Bundeszentrale für politische Bildung (Hrsg.): Rechtsextremismus im Internet. Recherchen, Analysen, pädagogische Modelle zur Auseinandersetzung mit dem Rechtsextremismus, 2. Aufl., Bonn 2003 (CD-ROM)
- Die Kultur als Machtfrage. Die neue Rechte in Deutschland (hrsg. vom Innenministerium Nordrhein-Westfalen), 2. Aufl., Düsseldorf 2004 (als PDF Volltext (Memento vom 28. September 2007 im Internet Archive))
- Die Neue Rechte – eine Gefahr für die Demokratie?, Wiesbaden 2004 (hrsg. mit Wolfgang Gessenharter)
- „It’s Derry – not Londonderry!“. Symbole der Spaltung, Symbole der Hoffnung, in: Knoll, Christian Ludwig (Hrsg.): Nordirland auf dem Weg ins 21. Jahrhundert, Sieverstedt 2004, S. 39–56
- Publikationen und Verlage, in: Grumke, Thomas und Wagner, Bernd (Hrsg.): Handbuch Rechtsradikalismus. Personen – Organisationen – Netzwerke vom Neonazismus bis in die Mitte der Gesellschaft, Opladen 2002, S. 105–115
- Rechtsextremisten auf dem Daten-Highway. Funktion und Bedeutung computergestützter Kommunikation für die Netzwerke am rechten Rand, Bonn 2004
- Erlebniswelt Rechtsextremismus. Menschenverachtung mit Unterhaltungswert, in: Robertson-von Trotha, Caroline Y. (Hrsg.): Rechtsextremismus in Deutschland und Europa. Rechts außen – Rechts 'Mitte'? (=Kulturwissenschaft interdisziplinär, Bd. 7), Baden-Baden 2012, S. 119–133, ISBN 978-3-8329-5817-6
- mit Stefan Glaser (Hrsg.): Erlebniswelt Rechtsextremismus. Menschenverachtung mit Unterhaltungswert. Hintergründe, Methoden, Praxis der Prävention. Wochenschau-Verlag, Schwalbach/Taunus 2007, ISBN 978-3-89974-359-3 (5., akt. Auflage 2017, ISBN 978-3-7344-0499-3)